# Титов, Александр Фёдорович (капитан)
Александр Фёдорович Титов (25 июля 1870 — ?) — капитан 1-го ранга (1912) русского флота.

## Биография
Родился в семье Титова Федора Федоровича (1830-1880), героя обороны Севастополя.
Мичман (19.9.1890). Ранен в ходе штурма фортов Таку 4.6.1900 года на борту мореходной канонерской лодки «Гиляк». Артиллерийский офицер 1-го разряда (1901). Командир эсминца «Внушительный» (1906—1908). В составе 1-го Балтийского флотского экипажа. Старший офицер учебного судна «Генерал-адмирал» (1908—1909). Командир мореходной канонерской лодки «Сивуч» (1909—1911). Золотой знак в память окончания полного курса наук Морского Корпуса (1910). Начальник 6-го дивизиона эсминцев Минной дивизии Балтийского моря (1911—1913). Капитан 1-го ранга «за отличие» (26.11.1912). Командир броненосного крейсера «Громобой» (4.11.1913—1916).

## Награды
- Орден Святого Георгия 4-й степени (12.7.1900).
- Орден Святого Станислава 2-й степени (1907).
- Орден Святой Анны 2-й степени (29.6.1915).
- Французский орден Почётного Легиона кавалерского креста (1901).
- Японский орден Священного Сокровища 4-й степени (1902).
- Французский орден Почётного Легиона офицерского креста (1914).